# Nelionidia moyai
Nelionidia moyai är en insektsart som beskrevs av Dietrich och Dmitry A. Dmitriev 2006. Nelionidia moyai ingår i släktet Nelionidia och familjen dvärgstritar. Inga underarter finns listade i Catalogue of Life.